# Kopuła wulkaniczna

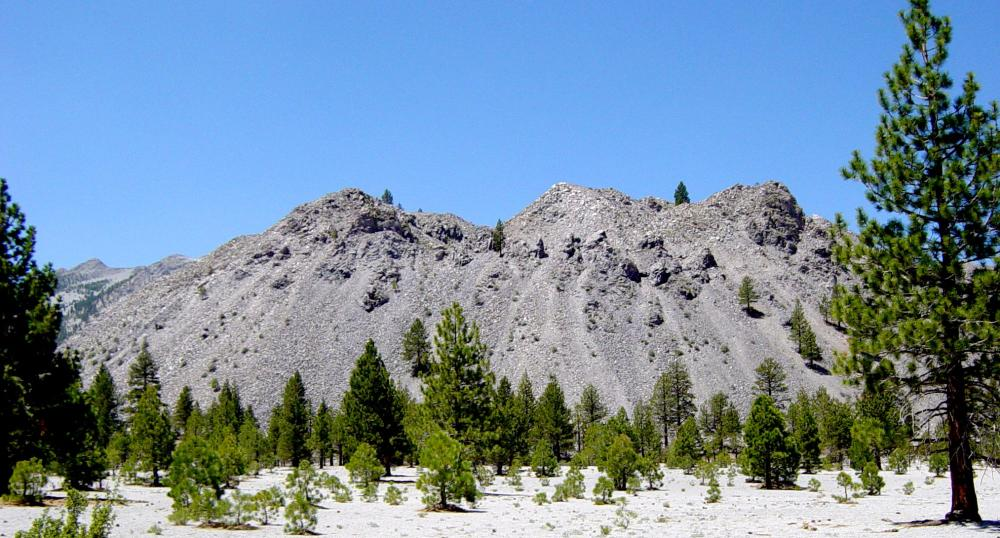
Przykład ryolitowej kopuły (Mono-Inyo Craters, Kalifornia)

Kopuła lawowa (kopuła wulkaniczna) – jedna z form intruzji magmowych, związana ze zjawiskami wulkanicznymi, polegającym na wdzieraniu się magmy w komin wulkaniczny i nieprzedostaniem się jej na powierzchnię.

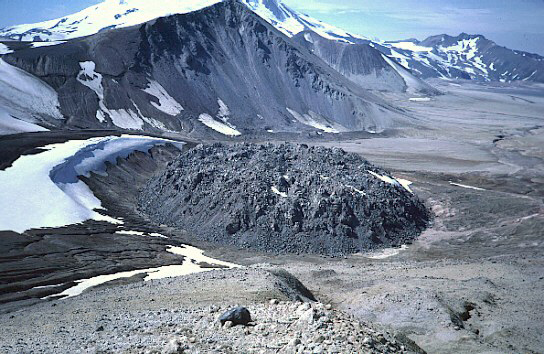
Ryolitowa kopuła lawowa Novarupta w Parku Narodowym i Rezerwacie Katmai na Alasce. Był to komin źródłowy większej erupcji w 1912, co spowodowało zapadnięcie się pobliskiego szczytu Katmai i powstanie Valley of Ten Thousand Smokes (Dolina Dziesięciu Tysięcy Dymów)

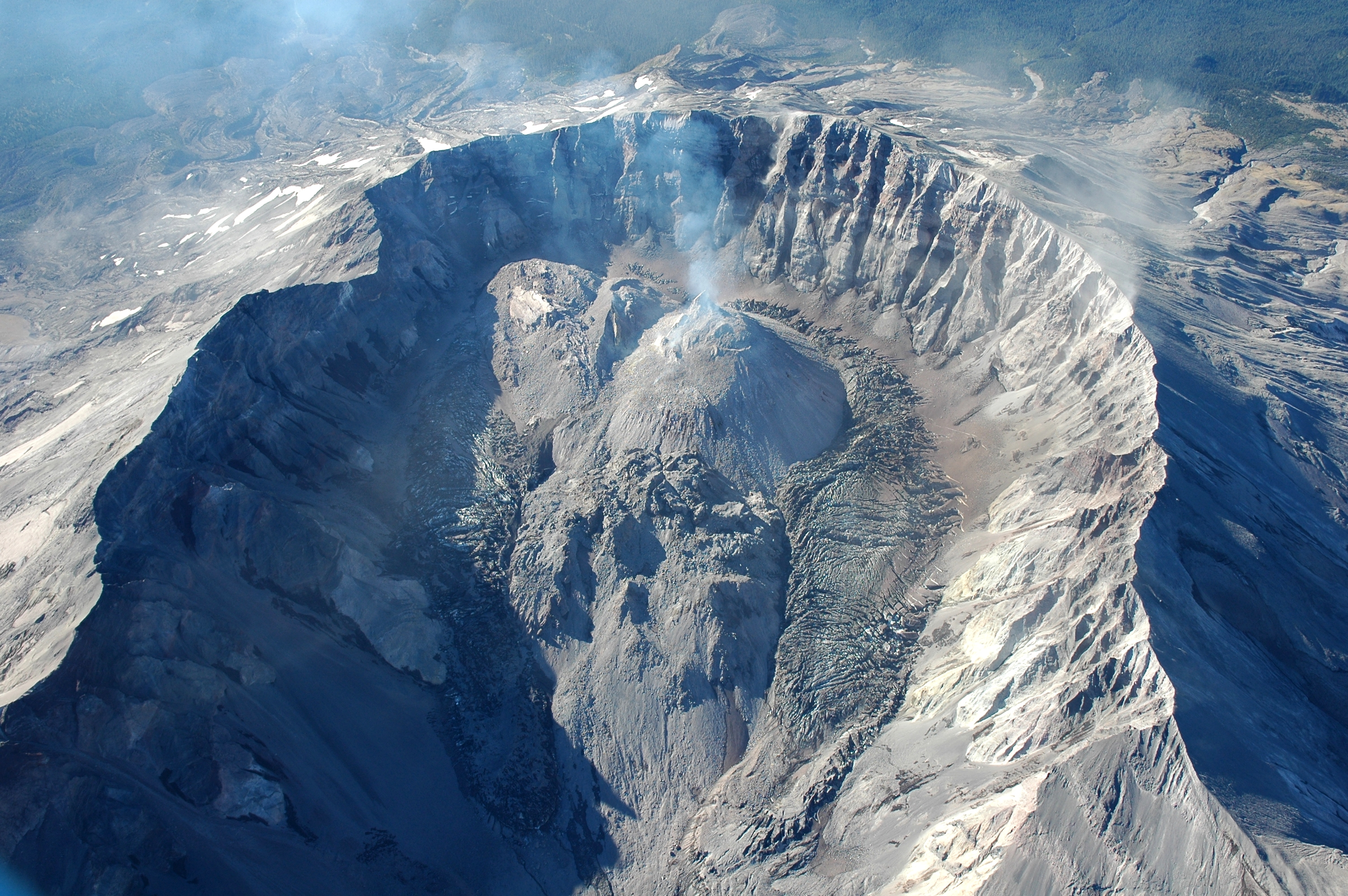
Kopuły lawowe Mount St. Helens

Kopuły powstają w wyniku spiętrzenia i szybkiego krzepnięcia wydostającej się magmy o dużej lepkości. Wysoką lepkość lawa może osiągnąć dzięki wysokiemu poziomowi krzemionki lub w wyniku odgazowania. Mieszczą się w kraterze wulkanicznym lub wychodzą poza jego obręb, tworząc się w kraterach pasożytniczych, występujących na stokach wulkanów. Mają kształt półkulistej sfery wypiętrzonej do góry. Tworzą charakterystyczne wzniesienia o stromych stokach i zaokrąglonym wierzchołku. Stoki kopuł składają się z niestabilnych, popękanych odłamków skalnych. Kopuły mogą osiągnąć wysokość kilkuset metrów i mogą rozwijać się powoli i równomiernie: przez miesiąc (np. Unzen, Kiusiu, Japonia), rok (np. Soufrière, Saint Vincent i Grenadyny, Małe Antyle), czy nawet setki lat (np. Merapi, Jawa, Indonezja). Są jedną z głównych cech strukturalnych wielu stratowulkanów.